# Романов, Степан Григорьевич
Степа́н Григо́рьевич Рома́нов (1865—1908) — член Государственной думы Российской империи III созыва от Олонецкой губернии.

## Биография
Крестьянин, земледелец, держал торговую лавку. Родной язык карельский, знает хорошо и русский. Окончил двухклассное сельское училище.
В октябре 1907 года был избран в Государственную думу Российской империи III созыва, член комиссий думы по делам православной церкви и по рыболовству.
Скончался 29 июня 1908 года в период исполнения обязанностей депутата Государственной думы. На место С. Г. Романова в Государственную думу III созыва был избран в сентябре 1908 года от Олонецкой губернии А. А. Ушаков.